# Philip Vian
Philip Louis Vian (Londres, 15 de junio de 1894 - Ashford Hill, 27 de mayo de 1968) fue un marino de la Marina Real Británica que alcanzó el grado de almirante.     Participó en la  Gran Guerra y en audaces operaciones navales en la Segunda Guerra Mundial.

## Biografía
Philip Vian nació en Londres en 1894. Era hijo de un director de empresa llamado Alsagh Vian. Empezó  su carrera naval en 1907 a los 13 años y se graduó en las  prestigiosas universidades navales Royal de Dartmouth y Osborne a sus 18 años en 1912 como cadete naval. Ingresó a la Academia Naval con el grado de guardiamarina y se especializó en la rama de artillería, llegando a ser suboficial de batería artillera. Sirvió a bordo del vetusto pre-dreadnought HMS Lord Nelson, alcanzando el grado de subteniente en mayo de 1914.

## Primera Guerra Mundial
Participó en calidad de observador durante la Primera Guerra Mundial  a bordo de un destructor clase Yarrow llamado HMS Morning Star en la Batalla de Jutlandia, ya que su unidad no participó directamente en la batalla. Fue asignado a otras unidades con misiones de patrullaje en África oriental, aunque no llegó a entrar en combate durante este conflicto. En 1917 fue ascendido a teniente primero a bordo del HMS Sorceress. En 1918 fue asignado como oficial artillero a bordo del HMS Australia hasta el fin de la Gran Guerra.

## Periodo de entreguerras
Terminado el conflicto, el teniente Vian se especializó en la rama de artillería naval en Portsmouth.
En 1929 fue ascendido a comandante y asignado al crucero HMS Kent y el 19 de diciembre de ese año contrajo matrimonio con Marjorie Haigh en Withyham Chatam, condado de Sussex. La pareja tuvo dos hijos.
Entre 1930 y 1931 Vian fue asignado al Almirantazgo como asesor artillero, en 1932 se le asignó como comandante del destructor HMS Active, líder de la 3.ª flotilla de destructores en el Mediterráneo. Su asignación a esta rama naval como conductor de flotillas de destructores marcaría la carrera naval de Vian en adelante.
El 31 de diciembre de 1934 fue ascendido al rango de capitán y asignado al mando de la 19.º flotilla de destructores. Con esta división intervino en la Crisis de Abisinia, defendiendo la isla de Malta de los intereses italianos. En 1936, en los albores de la  Guerra Civil Española, Vian al mando de la 1.ª flotilla de destructores intervino en la evacuación de connacionales desde España y actuó como enlace con la cancillería británica.
En 1937 fue asignado al HMS Arethusa, donde sirvió hasta julio de 1939. En septiembre de 1939 se le designó capitán del destructor líder de flotilla basado en Liverpool, el HMS Drake, pasando de la reserva al servicio activo. Posteriormente se embarcó en el HMS Mackay. El 1 de enero de 1940 tomó el mando del HMS Afridi, como líder de la 4.ª flotilla de destructores clase Tribal, para luego tomar el mando del HMS Cossack el 5 de mayo de 1940.

### Incidente del Altmark

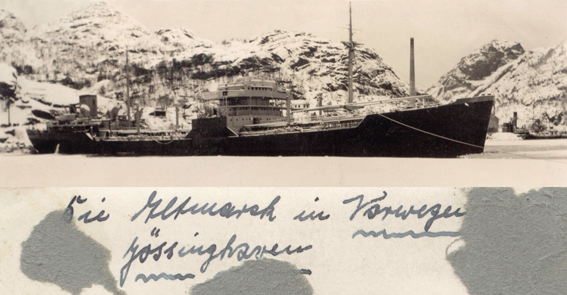
El buque aprovisionador germano Altmark, en febrero de 1940 en aguas noruegas

Estando de patrulla a bordo del HMS Cossack, Vian sorprendió al buque aprovisionador alemán Altmarck escoltado por dos corbetas noruegas en aguas neutrales el 15 de febrero de 1940. Winston Churchill, al enterarse de que en ese buque aprovisionador iban prisioneros ingleses y de otras nacionalidades provenientes de los ataques protagonizados por el acorazado de bolsillo Admiral Graf Spee, ordenó a Vian abordar el buque germano, que para evitarlo se refugió en el fiordo de Jøssingfjord.
Vian, en una audaz maniobra, abordó al buque alemán, que intentó defenderse cegando al timonel del destructor con un reflector de gran potencia. Pero Vian embistió con el HMS Cossack al aprovisionador, abordándolo y liberando a 299 prisioneros, aunque violando la neutralidad noruega. Este hecho originó reclamaciones de Noruega, y dio pie para que Hitler invadiera este país en abril de ese año.
Por esta acción, ese mismo mes de abril, Vian fue galardonado con la Orden de Servicios Distinguidos y nombrado comodoro de flotilla.

### Invasión de Noruega
Como resultado de la invasión alemana en Noruega, la Home Fleet realizó una serie de combates navales contra la Kriegsmarine en los fiordos noruegos. Vian intervino en la decisiva Primera Batalla de Narvik a bordo del HMS Afridi, que resultó bombardeado y hundido durante la evacuación de Namsos, sobreviviendo Vian a esta acción, y en la Segunda Batalla de Narvik a bordo del HMS Cossak, donde el barco resultó encallado y dañado por combates a corta distancia con unidades alemanas. En diciembre de 1940, Vian fue galardonado con la primera barra de la OSD.
Poco después se le encomendó la misión de escoltar al convoy WS8B desde Glasgow hacia el océano Índico.

### Cacería del Bismarck
El 26 de mayo de 1941, a bordo del HMS Cossack como líder de una parte de la 4.ª flotilla, Vian recibió la orden de retornar desde el Índico, para localizar, acosar y, si fuera posible, hundir al Bismarck en ruta a St.Nazaire. En la noche del 26 al 27 de mayo, Vian ubicó y acosó osada e incesantemente a la poderosa unidad germana que ya estaba dañada, pero las condiciones de mar gruesa sumadas a la excelente puntería de los artilleros germanos limitaron la acción de los destructores de Vian sin lograr un solo impacto de torpedo. La unidad germana tampoco logró impacto alguno en las unidades británicas.
Por esta acción, Vian obtuvo su segunda barra de OSD y el ascenso a contralmirante.

### Spitzbergen
En julio de 1941, Vian recibió la misión de buscar una base naval para operar con su flotilla y apoyar a los convoyes hacía la Unión Soviética. Después de desechar Murmansk por lo exiguo de sus defensas, decidió inspeccionar la solitaria isla de Spitzbergen, pero debido a que estaba al alcance de la aviación alemana, desechó el lugar. Un reconocimiento realizado en septiembre indicaba la presencia de guarniciones alemanas en la isla, por lo que Vian, al mando de una fuerza denominada Fuerza K de cruceros y destructores y, acompañado de un transporte de tropas, se dirigió en octubre a destruir las minas de carbón y tomar prisioneros a los alemanes que operaban la mina.
Solo encontró a tres mineros germanos, que fueron hechos prisioneros, y las minas fueron dinamitadas. En octubre de ese año, la 4.ª flotilla atacó y hundió al carguero Bremse, que era parte de un convoy alemán en Egerö que regresaba a su base.

## Teatro del Mediterráneo

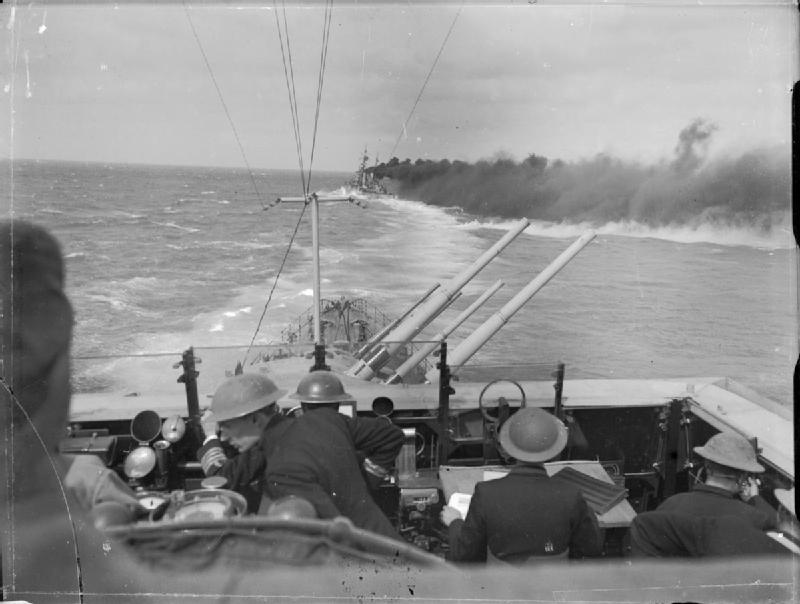
Desde el HMS Euryalus se observa al HMS Cleopatra cubriendo con humo el convoy en custodia durante la segunda batalla del cabo de Sirte

En octubre de 1941, el Almirantazgo confirió a Vian el mando de la 15.ª fuerza de cruceros con base en Alejandría compuesta por los buques HMS Neptune, HMS Aurora y HMS Penélope. La misión de Vian era asegurar el dominio británico en la isla de Malta. Este destino de Vian conllevaría resultados amargos para la Royal Navy frente a la Regia Marina Italiana.
El 17 de diciembre de 1941, la fuerza de Vian escoltaba un convoy con suministros hacia Malta, cuando en su ruta interceptó accidentalmente a una poderosa fuerza italiana compuesta por un acorazado, el Littorio y dos cruceros pesados que igualmente escoltaban su propio convoy con destino a Trípoli, en Libia, al mando del almirante Angelo Iachino.
Ambas fuerzas evitaron enfrentarse hasta el anochecer, pero la fuerza italiana abrió fuego y provocó graves daños a la flotilla británica. Vian previamente había sembrado de minas la entrada del Estrecho de Mesina para evitar que el convoy italiano llegara indemne a Trípoli.
La fuerza italiana cañoneo hábilmente en una acción nocturna a los ingleses y los condujo al campo de minas oculto en el estrecho frente a Trípoli, lo que provocó el hundimiento de un crucero, el HMS Neptune, y de un destructor, el HMS Kandahar, que se había introducido en dicho campo para remolcarlo. El enfrentamiento se saldó con 800 bajas inglesas. El combate se convirtió en un revés en la trayectoria de Vian y en una clara victoria italiana, que Iachino no quiso explotar más a fondo.
El 22 de marzo de 1942, la isla de Malta necesitaba desesperadamente abastecimientos, por lo que se organizó un nuevo convoy protegido por una fortificada fuerza naval inglesa al mando de Vian, con unos 30 navíos en total, incluyendo 6 cruceros pesados y 17 destructores que escoltarían a solamente 4 cargueros. Los italianos, enterados de la presencia de este convoy, organizaron una fuerza conjunta de la Regia Marina italiana con la Luftwaffe y con la Kriegsmarine para interceptar este convoy. El  11 de marzo, uno de los cruceros ingleses, el HMS Naiad resultó torpedeado por el U-565 mientras exploraba las aguas en dirección a Malta.
El 20 de marzo, la fuerza de Vian y los cargueros zarparon con destino a Malta. Ese mismo día zarpó la fuerza italiana compuesta por un acorazado, 3 cruceros pesados y 10 destructores. Las fuerzas se enfrentaron el 22 de marzo de 1942 frente al cabo de Sirte, dando comienzo la segunda batalla de Sirte. Vian, advirtiendo que las fuerzas italianas eran muy superiores, realizó una audaz maniobra de encubrimiento por medio de cortinas de humo, engañando al almirante Iachino que pensó que se las había con fuerzas muy superiores, de forma que ordenó la retirada avisando a la Luftwaffe. En la escaramuza, el crucero HMS Cleopatra resultó tocado y hundido por los proyectiles del acorazado Littorio, y también resultaron dañados tres destructores ingleses, sufriendo 39 bajas. Por su lado, en el camino de retirada Iachino tuvo que enfrentarse a una dantesca tormenta, que le hundió dos destructores con sus tripulaciones completas.
El 23 de marzo, las fuerzas inglesas de Vian fueron atacadas por bombarderos en picado Stuka de la Luftwaffe, que se concentraron exclusivamente en los cuatro cargueros. A resultas del ataque, los cargueros SS Talabot y SS Pampas fueron hundidos, mientras que el carguero armado SS Breconshire resultó dañado y, dejado al garete, encalló en la costa, siendo rematado finalmente por otro ataque de los Stuka. El carguero sobreviviente, el SS Campbell fue hundido a 90 km de Malta. Un destructor inglés, el HMS Southwold chocó con una mina y se hundió, sufriendo 6 bajas. Este segundo encuentro fue claramente negativo para la marina inglesa; pero a pesar de los resultados, Vian recibió felicitaciones personales del primer ministro Winston Churchill y el nombramiento de Caballero de la Orden del Imperio Británico.
Después de estos hechos, la salud de Vian se quebrantó seriamente. Contrajo malaria, lo que supuso que quedase fuera del escenario bélico hasta 1943. Se le asignó como adjunto del Almirantazgo y contribuyó a la planificación de un desembarco masivo en Normandía. Sin embargo, tuvo que ser reasignado al Mediterráneo para apoyar la Operación Husky y la Operación Avalanche, para luego volver a Inglaterra en enero de 1944 e incorporarse al equipo que planeaba la Operación Overlord.
El 6 de junio de 1944, a bordo del HMS Scylla, Vian fue puesto a cargo de dos fuerzas navales de apoyo. Una de ellas era la Fuerza de Tareas del Este, que debía cubrir el desembarco del 2° Ejército británico en las playas Sword y Juno, durante el "día D". El HMS Scylla resultó tocado por una mina y dañado, por lo que Vian tuvo que transferir su mando al HMS Hilary.

## Teatro del Frente del Pacífico Oriental
En noviembre de 1944 se le otorgó el grado de Vicealmirante, siendo enviado al Frente del Pacífico Oriental con la 1.ª Fuerza de Portaviones (con base en Sídney, Australia) a su cargo. Participó en operaciones en el área de Sumatra hostigando los envíos de carburante del Japón, distrayendo fuerzas enemigas y realizando ejercicios conjuntos de cooperación con la Task Force 57 de la US Navy en Ulithi, ganándose el respeto del alto mando norteamericano por su tenacidad, sentido del deber y habilidades tácticas.
Participó como apoyo a la US Navy en el desembarco en la isla de Okinawa y la ocupación de las islas Sakishima Gunto. Su buque insignia, el Portaviones Formidable fue alcanzado por un kamikaze, lo que le causó graves daños. Vian estuvo presente en la rendición japonesa a bordo del USS Missouri en septiembre de 1945.

## Postguerra
Vian permaneció estacionado en el Pacífico oriental hasta 1948, siendo ascendido a almirante. Fue ordenado 5.º Lord del Mar, Caballero de la Orden del Imperio Británico y fue Comandante en Jefe de la Home Fleet de enero de 1950 hasta junio de 1952, izando su bandera en el HMS Vanguard. Pasó a la reserva en 1952 con el grado de Almirante de la Flota.
El almirante Philip Vian falleció en 1968 a la edad de 74 años en Ashford Hill, Inglaterra.

## Personalidad
Philip Vian fue considerado por sus superiores como un marino de personalidad inteligente, exhaustivo y audaz en su proceder.  De trato muy diplomático,  carismático con agudo sentido del humor.  Uno de sus superiores, el contralmirante Hallifax expresó acerca de la personalidad de Vian:

Vian..es ambicioso, de una opinión muy alta de sí mismo; de personalidad impulsiva y colérica...no debe dársele el mando de una escuadrilla de destructores, aún no...
 Hallifax; 16 de julio de 1941